# Macrobiotus spectabilis
Macrobiotus spectabilis är en djurart som tillhör fylumet trögkrypare, och som beskrevs av Thulin 1928. Macrobiotus spectabilis ingår i släktet Macrobiotus och familjen Macrobiotidae. Arten är reproducerande i Sverige. Inga underarter finns listade i Catalogue of Life.